# Forcipomyia desurvillei
Forcipomyia desurvillei är en tvåvingeart som beskrevs av John William Scott Macfie 1932. Forcipomyia desurvillei ingår i släktet Forcipomyia och familjen svidknott. Inga underarter finns listade i Catalogue of Life.